# Альвеар, Марсело Торкуато де
Максимо Марсе́ло Торкуа́то де Альвеа́р (исп. Máximo Marcelo Torcuato de Alvear; 4 октября 1868, Буэнос-Айрес, Аргентина — 23 марта 1942, Буэнос-Айрес) — аргентинский политик, президент Аргентины с 12 октября 1922 по 12 октября 1928 от партии Гражданский радикальный союз. Сын первого мэра Буэнос-Айреса Торкуато де Альвеара, внук верховного правителя Аргентины Карлоса Мария де Альвеара.
В 1922 году был избран президентом, сменив популярного однопартийца Иполито Иригойена, который не мог выдвинуть свою кандидатуру на второй срок. В отличие от Иригойена, Альвеар представлял «антиперсоналистскую» фракцию в ГРС. При Альвеаре экономика страны продолжала испытывать подъём. Основал государственную компанию Fábrica Militar de Aviones. В 1928 году срок полномочий Альвеара завершился, и президентом вновь был избран Иригойен. После переворота 1930 года и помещения Иригойена, бывшего лидером ГРС, под домашний арест, возглавил партию. За активную борьбу с военным режимом был выслан из страны в 1932 году. В 1935 году по договорённости с новым президентом Агустином Хусто, которого Альвеар в 1922 году назначил своим военным министром, вернулся в Аргентину. В 1937 году вновь выдвинул свою кандидатуру в президенты, но на выборах, которые считаются сфальсифицированными, уступил Роберто Марии Ортису.
В 1921—1932 годах был членом Международного олимпийского комитета.
В 2022 году суд посмертно признал Альвеара организатором массового убийства в Напалпи в 1924 году, совершённого с целью подавить протесты аборигенов против условий труда.